# Obatala

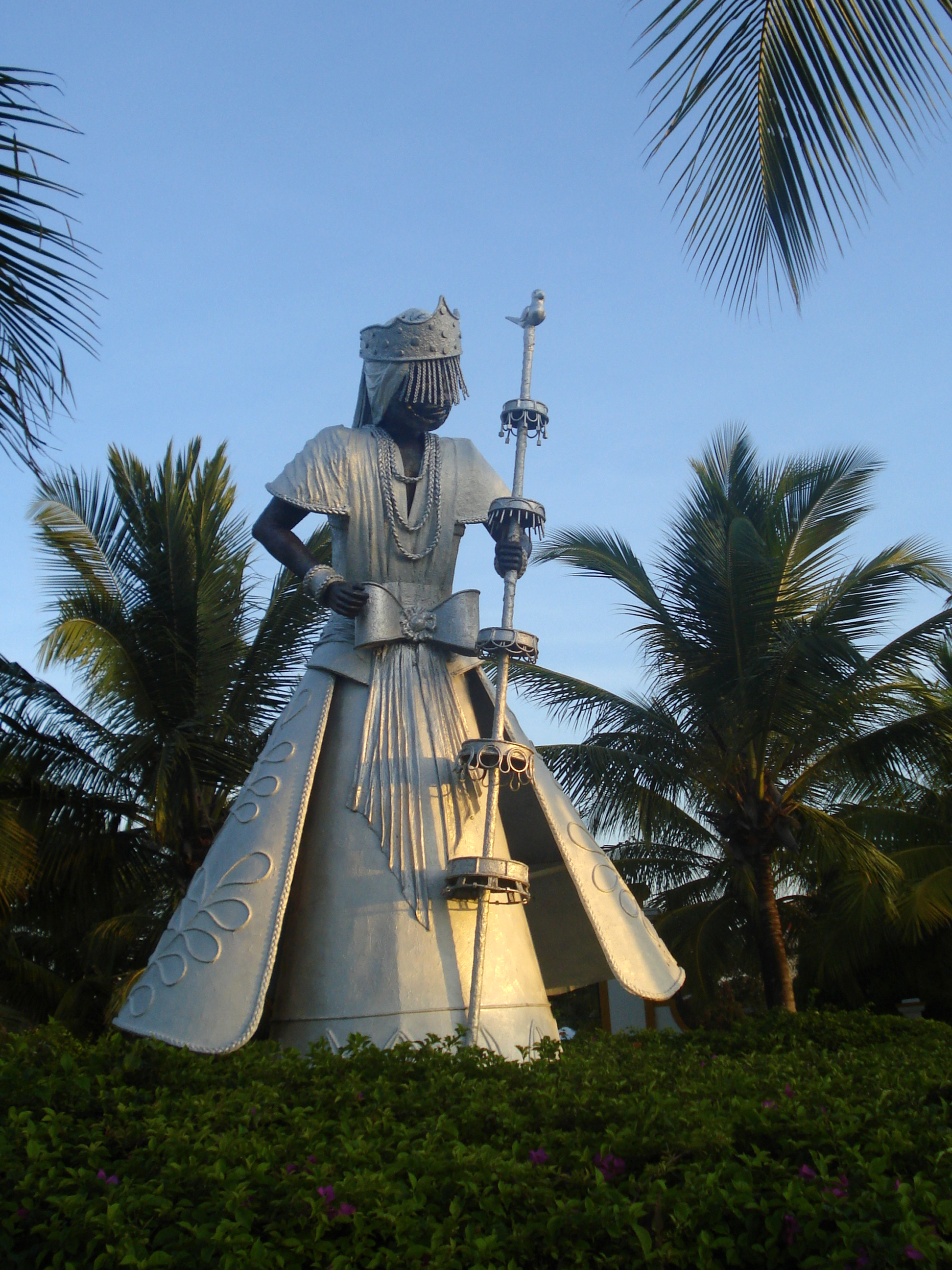
Statua di Obatala (Oxalá) in Brasile

Nella mitologia yoruba Obatala è il padre benevolo degli orisha e dell'umanità, l'unico che ha assistito alla creazione e a cui Olodumare diede l'incarico di creare gli uomini stanco del lavoro svolto per la creazione dell'universo, anche perché il suo potere è troppo grande e li potrebbe distruggere.

## Caratteristiche e forme
Obatala fu il primo a scendere sulla terra e creò le terre emerse. Dove cadde sorge la città di Ife Ife a lui consacrata. È un guerriero però comprensivo e pacifico. Veste di bianco perché il bianco comprende tutti i colori della luce e quindi tutte le divinità. Ha sia sembianze maschili sia femminili. È il padre della giustizia e delle menti, il re dall'abito immacolato. In Brasile è chiamato Oxala Dolokum. Oshala è il suo cammino più anziano. Nella reinterpretazione cubana si sincretizza con Nostra Signora della Misericordia anche perché gli abiti di questa confraternita sono bianchi, e diviene signora del fulmine, con San Giuseppe e con il Cuore di Gesù. Si festeggia il 24 settembre o il 25 dicembre. 
Obatala ha il compito di intermediazione fra le divinità e svolge anche l'attività di messaggera degli dèi. È da notare che nella Santeria, quando un individuo viene iniziato al culto di un santo, avviene un fenomeno simile alla possessione, ma nel caso di Obatala, l'iniziato diventa capace di ricevere qualunque divinità; inoltre Obatala viene invocata per calmare un'azione malefica di un'altra divinità; infine Obatala è dotata di grandi poteri terapeutici, difatti secondo la tradizione i malati si recano dal prete lucumi, il quale effettua una particolare preparazione per massaggiare il malato e per recitare una preghiera propiziatoria particolare.
Suo attributo è una coda di cavallo ricoperta di conchiglie da cipria. I suoi numeri sono l'8 e i suoi multipli compreso il 38. Il suo giorno è la domenica. Si dice che Obatala Iroko e la Vergine Maria abitino nella ceiba, un albero sacro per la santeria.

## Leggende
Secondo la leggenda Obatala è la divinità prediletta da Olofin e quando, anticamente la terra era abitata solo da orisha, venne un periodo di siccità talmente critico da mettere a repentaglio la loro vita, fu proprio Obatala a prendere l'iniziativa per recarsi alla dimora di Olofin per chiedere un aiuto.
Ma ormai Olofin era già stanco e gravemente malato, gli orisha decisero di chiedere al vecchio e morente Padre del cielo e della terra, di abdicare e cedere a loro i suoi poteri. Così avvenne e proprio Obatala, la sua prediletta, ricevette il dono di essere la signora di tutti gli orisha.
Un'altra leggenda chiarisce come mai, quando Obatala si impossessa del seguace, avvenga lo strano fenomeno di forte sensazione di freddo e di tremori al fedele. Accadde infatti, molto tempo fa, un incontro fortuito fra Ogun furioso per una trappola tesa a lui da Yemaja e Obatala, che incidentalmente svolse, suo malgrado, il ruolo di parafulmine e venne picchiata da Ogun. Per evitare il peggio, Obatala scappò rapidamente e si gettò dentro un fiume gelido e quando ne uscì fuori tremava come una foglia ed era livida.